# World Trade Center (Amsterdam)

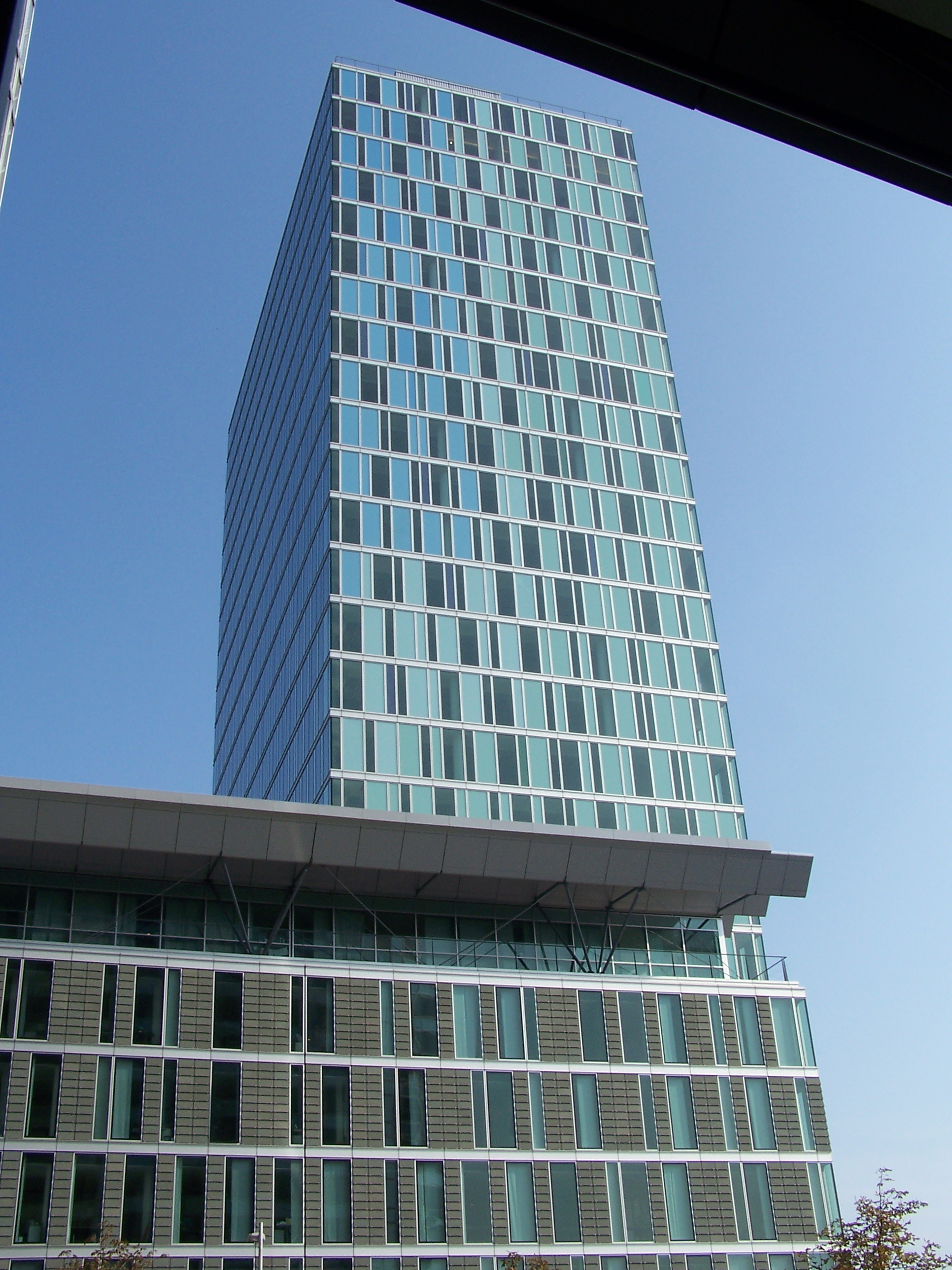
WTC H-Toren (2005)

Das World Trade Center Amsterdam (WTC) ist ein 1985 errichteter und bis 2005 erweiterter Bürokomplex im Hochhausviertel Zuidas in Amsterdam mit einer Bürofläche von über 125.000 m².

## Geschichte
Die Planungen für den Bürokomplex reichen bis in das Jahr 1974 zurück. Einwände von Anwohnern verlangsamten jedoch die Umsetzung bis zum Baubeginn im Oktober 1981. Am 25. Oktober 1985 wurde der Komplex im Beisein von Königin Beatrix eröffnet. Die Baukosten wurden auf 330 Millionen Gulden beziffert. Aufgrund seiner getönten Glasfassade wurde es im Volksmund „De blauwe engel“ (Der Blaue Engel) genannt.

## Lage
Das WTC liegt um den Zuidplein, nahe dem Bahnhof Amsterdam Zuid. Der Bahnhof trug von 1985 bis 2006 den Namen Zuid/WTC. 
Das Gebäudeensemble wurde im Jahr 1985 fertiggestellt und war zu der Zeit mit 55.000 m² der größte Bürokomplex der Niederlande. Er erstreckte sich zunächst zwischen der Strawinskylaan im Norden, entlang des Zuidplein, des Ringweg Zuid und der Beethovenstraat im Osten. Seit 2004 gibt es nun auch ein weiteres WTC-Gebäude auf der westlichen Seite des Zuidplein. Eine Tiefgarage mit den Ausmaßen 200 m mal 90 m nimmt 1.200 PKW auf.

## Mieter
Über 300 Firmen aus 30 Ländern haben ihre Büros, bzw. Niederlassungen im WTC Amsterdam.
Zusätzlich befinden sich im Gebäude viele Geschäfte, Dienstleistungsbetriebe und Arztpraxen. Ebenso befindet sich das Entwicklungsbüro des Areals, die Hello Zuidas Foundation, im WTC. 

## Umbau und Erweiterung
Im Mai 2002 wurde der Umbau des bestehenden WTC und ein Teil der Erweiterung abgeschlossen. Die Türme wurden zuvor komplett freigelegt und mit Glas und anderen Materialien neu verkleidet. Im Sommer 2004 war das gesamte WTC einschließlich einer Erweiterung von 40.000 m² fertiggestellt. 
Der größte Teil des Neubaus macht der auf der westlichen Seite des Zuidplein angelegte, sogenannte H-toren (H-Turm) aus. Der H-toren verfügt über 27 Büroetagen. Er hat, wie auch wie die benachbarte Hauptverwaltung der Bank ABN AMRO, eine Höhe von 105 Meter und ist damit das fünfthöchste Gebäude Amsterdams und das höchste in Zuidas. 
Zu Jahresbeginn 2022 wurde nach genau zweijähriger Bauzeit der Tower Ten an der Beethovenstraat fertig gestellt und fügt dem Komplex weitere 50.000 m² Bürofläche hinzu.

## Gebäude

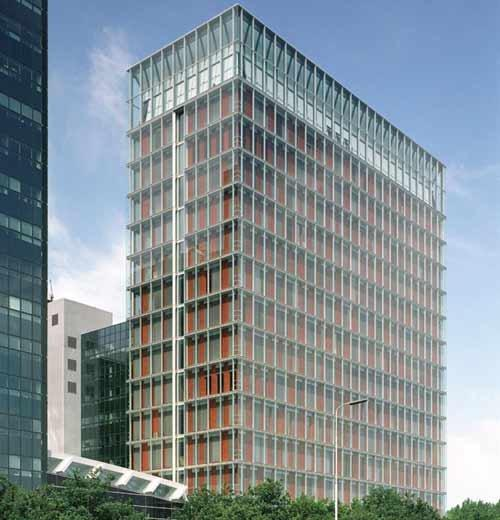
Der E-Turm (E-toren)

Osten - zwischen Zuidplein und der Beethovenstraat:
- WTC A-toren (12 Etagen)
- WTC B/C-toren (61 m, je 17 Etagen)
- WTC D-toren (12 Etagen, Nordosten)
- WTC E-toren (65 m, Südosten)
- WTC F-toren
- WTC G-toren
- Tower Ten (80 m, 22 Etagen, Ostseite)

Westseite des Zuidplein:
- WTC H-toren (104 m)
- WTC I-toren

## WTCA
Das WTC Amsterdam ist angeschlossen an die internationale World Trade Centers Association. Nach den Anschlägen des  11. September 2001 war das WTC Amsterdam zeitweilig bis zur Errichtung des neuen WTC New York das größte World Trade Center der Welt.